# 65657 Х'юб
65657 Х'юб (65657 Hube) — астероїд головного поясу, відкритий 16 серпня 1982 року.
Тіссеранів параметр щодо Юпітера — 3,312.